# Cheironitis socotranus
Cheironitis socotranus är en skalbaggsart som beskrevs av Charles Joseph Gahan 1900. Cheironitis socotranus ingår i släktet Cheironitis och familjen bladhorningar. Inga underarter finns listade i Catalogue of Life.